# Petrophile plumosa
Petrophile plumosa är en tvåhjärtbladig växtart som beskrevs av Meissn.. Petrophile plumosa ingår i släktet Petrophile och familjen Proteaceae. Inga underarter finns listade i Catalogue of Life.